# Abrus fruticulosus
Espèce
Synonymes
- Abrus acutifolius Blume ex Miq.[1]
- Abrus gracilis P. Lima[1]
- Abrus madagascariensis var. dunensis R. Vig.[1]
- Abrus precatorius var. latifoliolatus De Wild.[1]
- Abrus repens Tisser.[1]
- Hoepfneria africana Vatke[1]

Abrus fruticulosus est une espèce de plantes à fleurs de la famille des Fabaceae  et du genre Abrus.